# Cacheu (ville)
Pour les articles homonymes, voir Cacheu.
Cacheu est une ville côtière de Guinée-Bissau, située sur la rive gauche du Rio Cacheu, à l'extrémité nord-ouest du pays. C'est le chef-lieu de la région de Cacheu.

C'est aussi l'ancienne capitale de la colonie de Guinée portugaise.
Sa population était estimée à 9.849 habitants en 2008.

## Histoire
La ville fut le premier établissement portugais en Guinée, fondé en 1588. Elle servit à cette époque d'entrepôt pour le commerce des esclaves. Dans ce but une compagnie, appelée Companhia de Cacheu fut créée en 1675. La région fut dépendante du Cap-Vert, jusqu'à ce que la province de Guinée portugaise soit créée en 1879.

## Curiosités
- À Cacheu, les rues sont pavées à l'aide de noyaux de palmier à huile.
- Comme bâtiment historique, il faut citer un fort du XVIe siècle, datant de la promotion de Cacheu comme centre portugais du commerce des esclaves.
- Une autre attraction importante et récente est le parc naturel de la mangrove du Rio Cacheu, créé en l'an 2000.

## Personnalités
- Vesã Gomes Naluak (1964-), homme politique bissau-guinéen, est né à Cacheu.